# 牙克萨拉依湖
牙克萨拉依湖是一个位于中华人民共和国新疆维吾尔自治区和田地区的盐湖，面积约为7.22平方千米，属于蒙新高原区。它的一级流域为内流区诸河，二级流域为塔里木内流区。